# Herophila tristis
Espèce
Synonymes
- Cerambyx adspersus Gmelin, 1790
- Cerambyx funestus (Fabricius, 1787)
- Cerambyx pulverulentus Scopoli, 1772
- Cerambyx tristis Linnaeus, 1767
- Dorcatypus beieri Breuning, 1942
- Dorcatypus tristis (Linnaeus, 1767)
- Herophila obsoleta (Fairmaire, 1859)
- Lamia funesta Fabricius, 1787
- Morimus funestus (Fabricius, 1787)
- Morimus obsoletus Fairmaire, 1859

Herophila tristis est une espèce d'insectes coléoptères de la famille des Cerambycidae (capricornes) répandu en Europe.

## Description
Décrit pour la première fois par Carl Linnaeus en 1767 dans le genre Cerambyx, ce coléoptère ressemble à Morimus asper mais possède notamment des antennes moins longues.
Cette espèce est sur la liste rouge des coléoptères saproxyliques d'Auvergne Rhône-Alpes.

## Distribution
Il a été observé en Italie, Roumanie, Autriche, Bulgarie, Crète, Croatie, Sardaigne, France, Grèce, Serbie, Corse, Sicile, Hongrie, Slovénie, Albanie ainsi qu'en Turquie. 

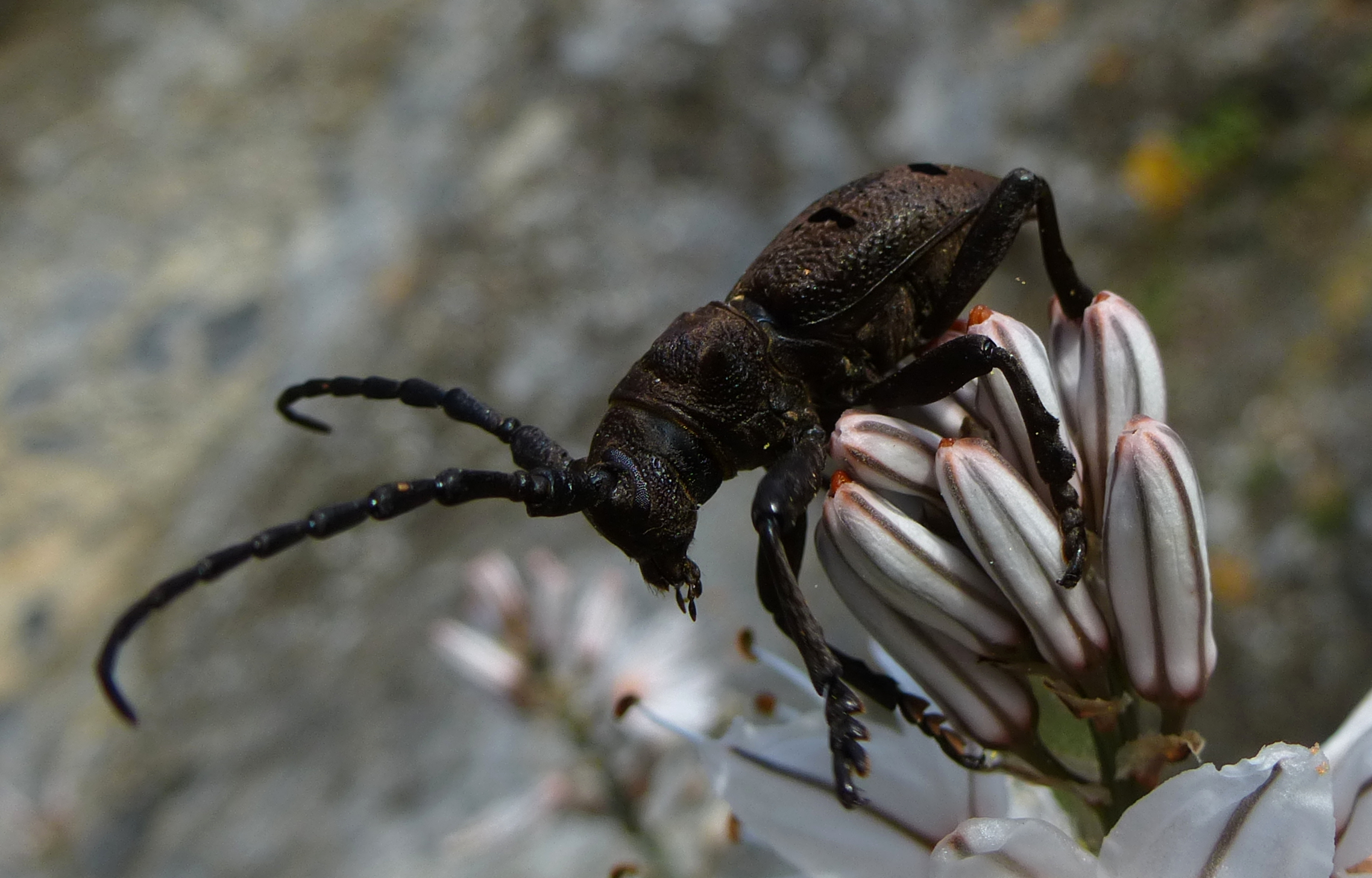
Vue latérale.
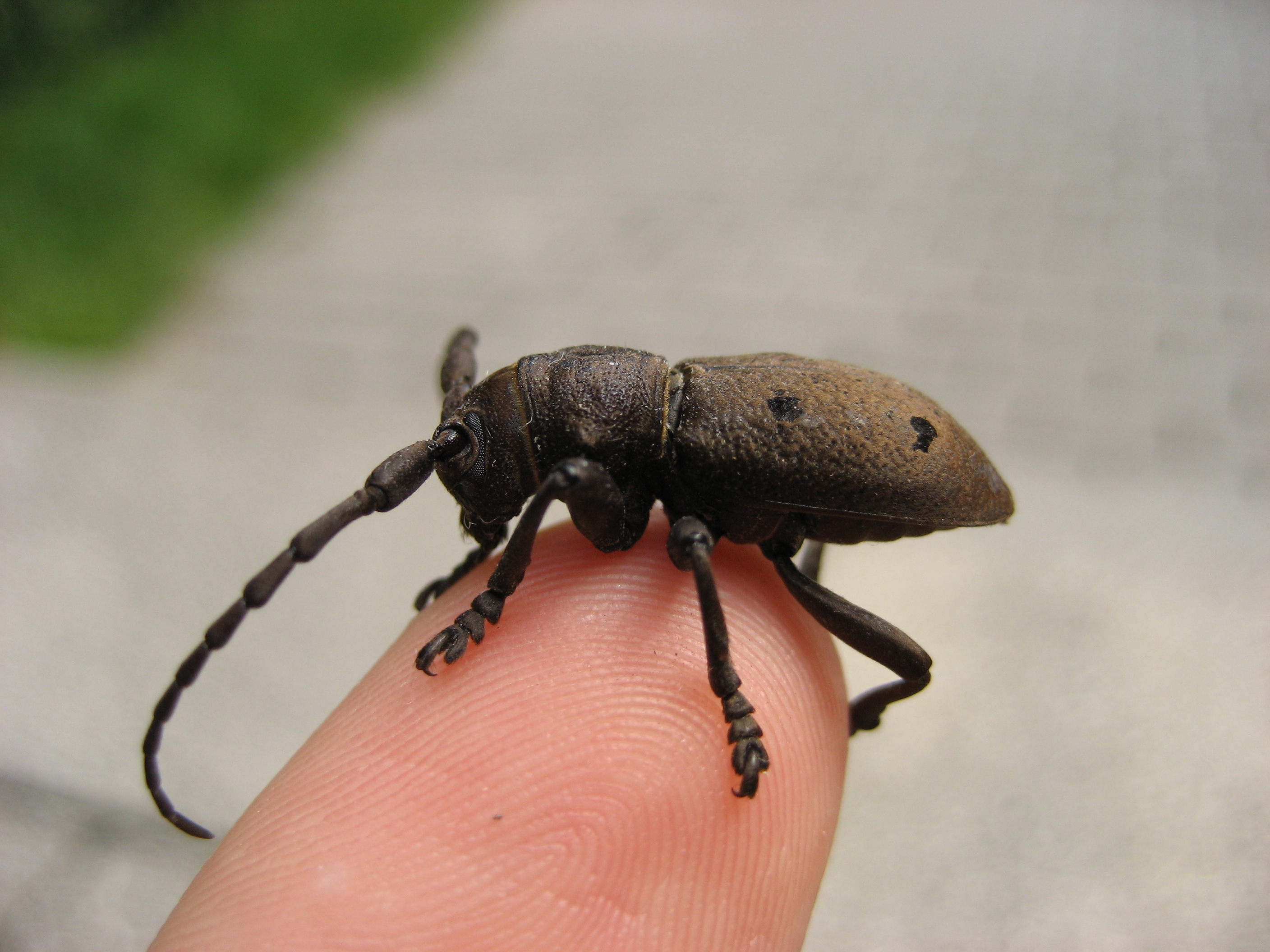
Un exemplaire en Croatie.
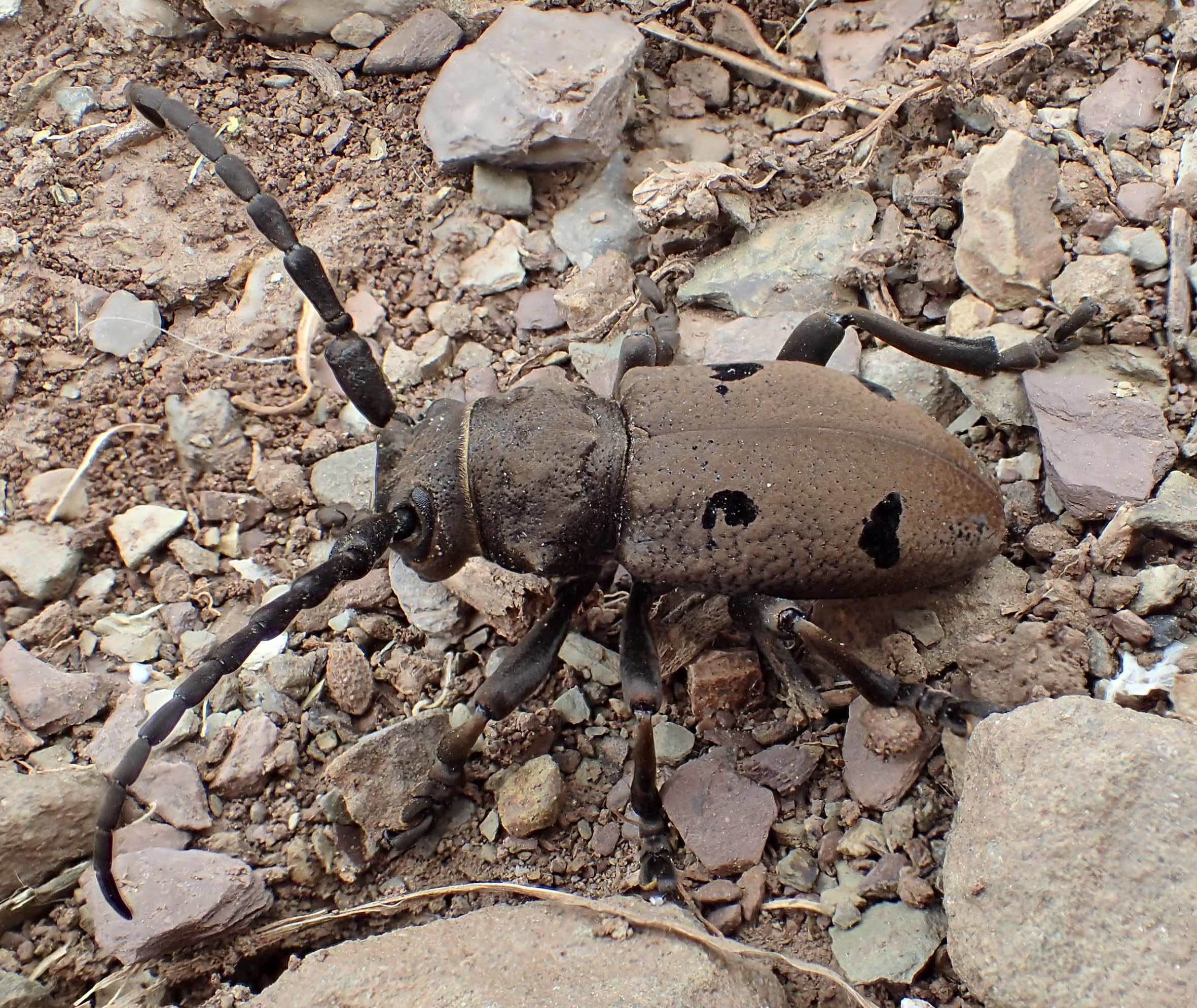
Un exemplaire en Grèce.

## Biologie
Les larves se nourrissent sous l'écorce d'une variété de feuillus. 
Les adultes se nourrissent de Morus alba, Ficus carica, et Robinia pseudoacacia. Leur durée de vie est de 2-3 ans. Ils mesurent entre 13 et 26 mm de long.
Ils se cachent durant la journée et sortent à la tombée de la nuit.